# Trentepohlia (Mongoma) hainanica
Trentepohlia (Mongoma) hainanica is een tweevleugelige uit de familie steltmuggen (Limoniidae). De soort komt voor in het Oriëntaals gebied.